# Bra (queso)

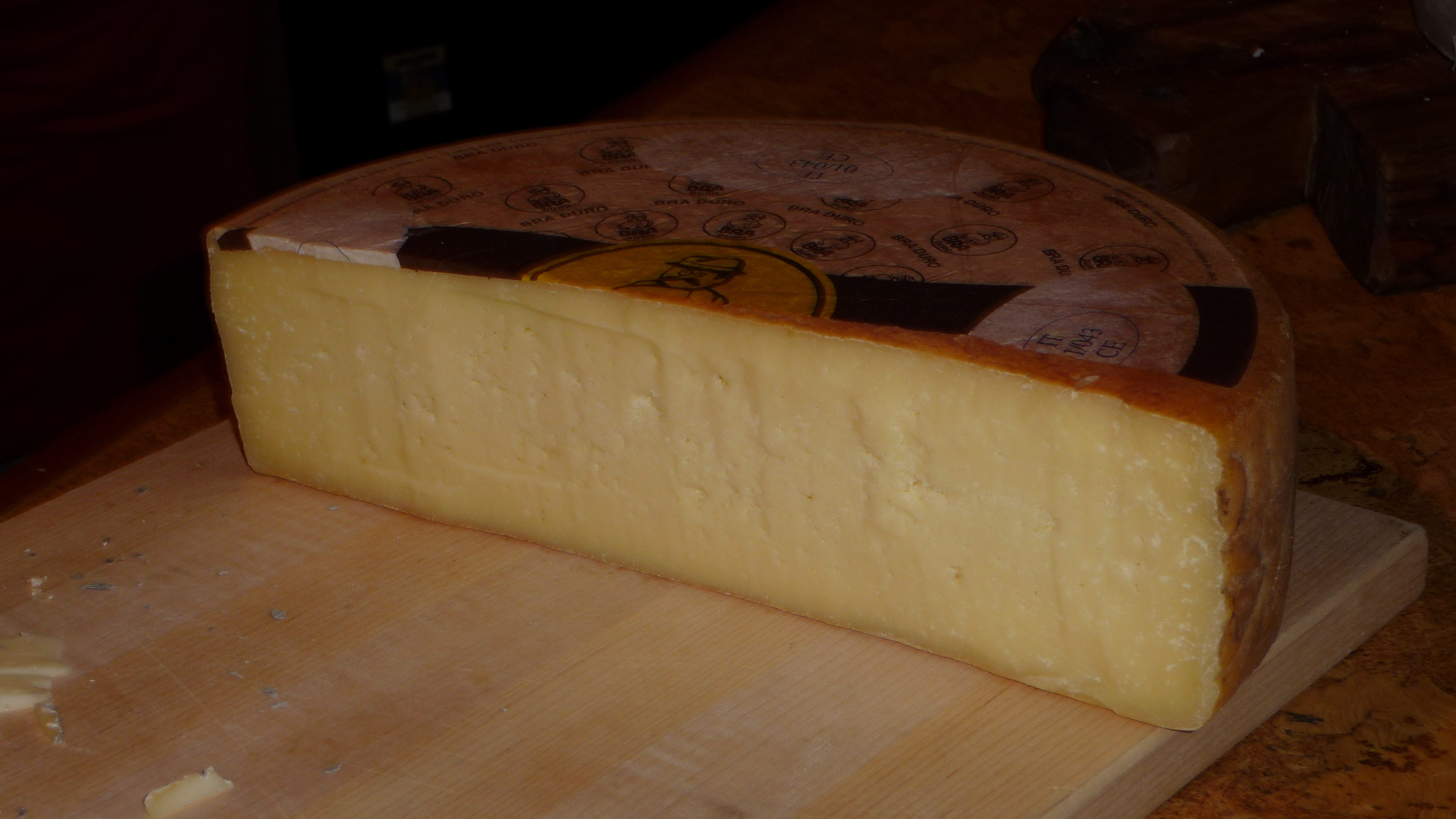
Queso Bra Duro: corteza exterior áspera o rugosa. De las montañas y valles de Cuneo en Piemonte.

Bra es un queso italiano con denominación de origen protegida por el Reglamento CE n.º 1263/96. Se produce en la región de Piamonte, concretamente en todo el territorio de la provincia de Cuneo y en el vecino municipio de Villafranca Piemonte en la provincia de Turín.

## Historia
Este queso recibe su nombre de la pequeña ciudad de Bra, en la provincia de Cuneo. Al parecer, los comerciantes de Bra adquirían nostrales a los ganaderos de los valles alpinos, lo dejaban madurar en sus propias bodegas y después lo vendían a otros lugares, especialmente en Liguria. Allí lo empleaban como sustituto del pecorino para hacer la salsa pesto. También se ha señalado como un posible origen del queso el que los ganaderos (merger) propietarios de pastos alpinos en realidad los alquilaban a los pastores nómadas (bergé), instalándose los dueños de los prados en granjas situadas en la llanura, en la que elaboraban el queso. Bra era en el pasado el mayor mercado del queso producido en los valles de Cuneo.

## Elaboración
Se hace con leche cruda de vaca, aunque puede complementarse con leche de cabra o de oveja. Se cuaja la leche, se rompe, se moldea, se prensa y se repite el proceso. Después se sumerge en salmuera. Al final, se frota con sal su superficie. Se deja madurar durante más de 60 días. 

## Características
Tiene forma de cilindro. Hay dos variedades:
- El bra blando es joven, de 45 días. Se hace con leche pasteurizada, de sabor más suave que el bra tradicional. El color de la pasta es blanco marfil, con pocos ojos.
- El bra duro es el tipo tradicional. Su añejamiento lleva de 6 meses a un año. La corteza es más oscura. También la pasta, que adquiere un color amarillo anaranjado. El sabor se intensifica, resultando salado, picante, muy fuerte.

Puede tomarse en tabla de quesos o emplearse para rallar o fundir. Marida con un vino piamontés como el Barbera o el Dolcetto.

## Denominación de origen
Desde 1996, el queso Bra es una denominación de origen protegida (PDO) reconocida ante la Unión Europea. A nivel internacional, cuenta con registro como denominación de origen, conforme al Sistema de Lisboa, ante la Organización Mundial de la Propiedad Intelectual, desde el 23 de octubre de 2014.